# Nerva Traian Cosma
Nerva Traian Cosma (n. 1897, Beiuș, județul Bihor – d. secolul XX) a fost un deputat în Marea Adunare Națională de la Alba Iulia, organismul legislativ reprezentativ al „tuturor românilor din Transilvania, Banat și Țara Ungurească”, cel care a adoptat hotărârea privind Unirea Transilvaniei cu România, la 1 decembrie 1918.:p.103

## Biografie
Nerva Traian Cosma a studiat Teologia ortodoxă la Arad și Dreptul la București. Acesta a fost președintele Comitelului județean Bihor al P.N.R. și organizator al C.N.R. Bihor. După 1918 a fost secretar al prefecturii Bihor, director al mai multor bănci, deputat de Bihor, primar al orașului Beiuș și director al ziarului Beiușul, între anii 1921-1930.

## Activitatea politică

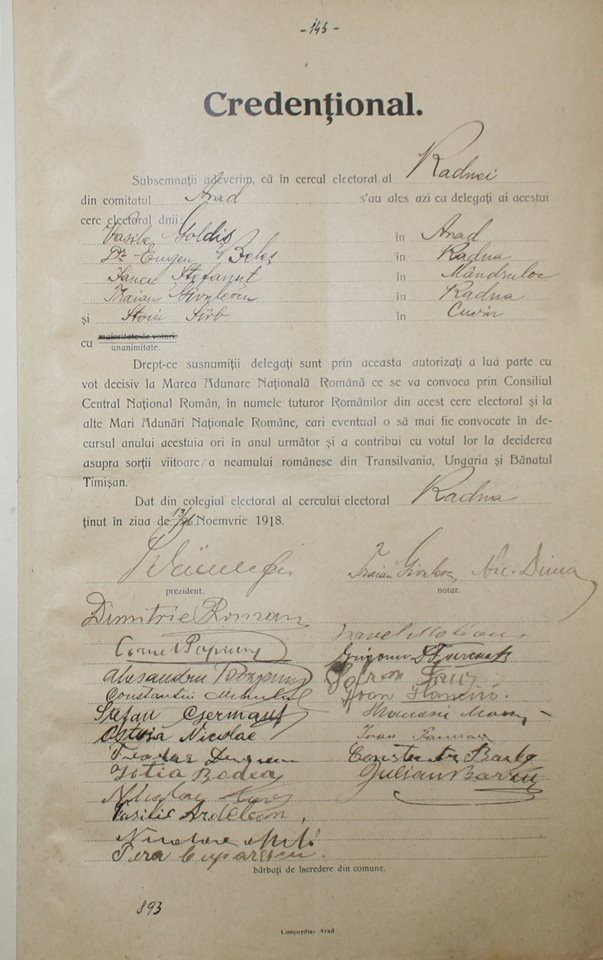
Credențional

A fost ales delegat al Tinerimii universitare de la Academia de Drept din Oradea  la Marea Adunare Națională de la Alba-Iulia, unde a votat unirea Ardealului cu România, la 1 decembrie 1918.